# Civics Football Club
Maillots
Actualités
Dernière mise à jour : 2 février 2012.
Le Civics FC est un club namibien de football basé à Windhoek.

## Palmarès
- Championnat de Namibie
  - Champion : 2005, 2006 et 2007

- Coupe de Namibie
  - Vainqueur : 2003, 2008 et 2021
  - Finaliste : 2010 et 2011